# Штыков, Серафим Григорьевич
Серафим Григорьевич Штыков (1905—1943) — участник советско-финляндской (1939—1940) и Великой Отечественной войн, генерал-майор.

## Биография
Родился в 1905 году в с. Карабаново (ныне — город во Владимирской области) в рабочей семье. Отец — Григорий Кузьмич, слесарь в железнодорожном депо станции Александров. Мать — Екатерина Владимировна, ткачиха Карабановской ткацкой фабрики.
С 1912 по 1919 годы учился в карабановской семилетней школе № 1 (ныне школа № 7 или «школа на Церковной горе»).
После окончания курса школы два года трудился разнорабочим на станции Александров и на карабановской фабрике. В 1921 году по направлению Александровского УКОМа комсомола был отправлен на учебу во Владимир в Губсовпартшколу. Серафим просился добровольцем на фронт в Красную Армию, но областной военкомат направил его на курсы Красных командиров.
В ноябре 1922 года был переведён в 27-ю Иваново-Вознесенскую пехотную школу (впоследствии им. М. В. Фрунзе). По «Ленинскому призыву» был принят в члены РКП(б). В 1925 году, после окончания военной школы, Серафим Григорьевич был направлен для прохождения службы в Белорусский военный округ, в 10-й стрелковый полк 4-й стрелковой дивизии.
С 1926 по 1927 годы он — слушатель Ленинградских военно-политических курсов, а после их окончания — вернулся в родную дивизию.
В августе 1938 года Штыков стал командиром полка и получил воинское звание майор. В 1939 году окончил Высшую тактическую школу «Выстрел». Вернулся в полк и участвовал в походе Красной Армии по освобождению народов Западной Белоруссии от власти Польши, а позднее — принимал участие в боях финской кампании. Здесь его полк выполнял боевые задачи на главном направлении при прорыве линии Маннергейма. Штыков показал себя отважным воином и умелым командиром, за что был удостоен внеочередного звания полковник.
С июня 1940 года Серафим Григорьевич являлся начальником пехоты 33-й стрелковой дивизии Белорусского особого военного округа, а с ноября — командиром 5-й моторизованной бригады Прибалтийского особого военного округа.

### Великая Отечественная война
В апреле 1941 года при создании 202-й мотострелковой дивизии приказом НКО Штыков был назначен заместителем командира дивизии по строевой части, а в начале Великой Отечественной войны — приказом командующего Северо-Западным фронтом от 18 августа 1941 года — командиром 202-й мотострелковой дивизии, которая вступила в бои с немецко-фашистскими захватчиками 23 июня 1941 года.
1 ноября 1942 года за умелое руководство боевыми операциями дивизии, за мужество и отвагу — Серафиму Григорьевичу постановлением Совета народных комиссаров СССР было присвоено звание генерал-майор.
В январе 1943 года Северо-Западный фронт перешёл в наступление на Демянском направлении. Во время сражения за одну из ключевых высот в бой была введена 202-я дивизия, Штыков лично руководил атакой на переднем крае. Дивизия выполнила задачу, а Серафим Григорьевич был сражен на КП осколком снаряда. Это произошло 9 января 1943 года.

## Семья
- Жена — Мария Константиновна.
- Дочь — Людмила Серафимовна, кандидат педагогических наук, доцент.

## Награды
- Награждён орденом Ленина (14.02.1943, посмертно) и орденом Красного Знамени (1940).

## Память

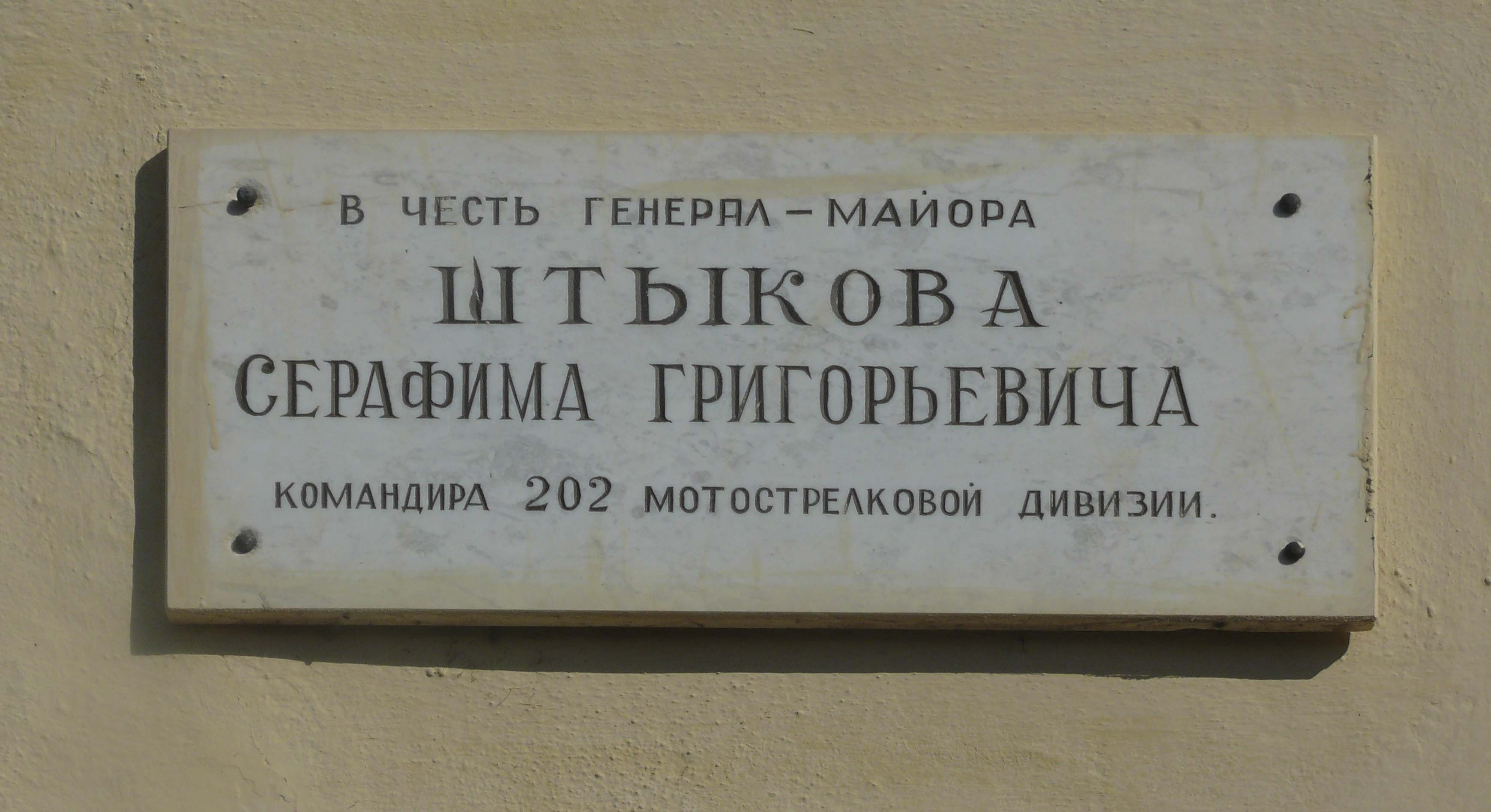
Памятная табличка на д. 1 по Набережной Штыкова в Старой Руссе

- В 1946 году прах генерала С. Г. Штыкова руками местных жителей был перенесён на новое братское кладбище у д. Борки Старорусского (ныне Парфинского) района Новгородской области.
- В 1969 году Трудовая набережная Старой Руссы была переименована в честь генерал-майора Серафима Григорьевича Штыкова[3], погибшего в боях за Старую Руссу.
- Имя Штыкова носят улицы в г. Карабаново (Владимирской области), с. Лычково (Новгородской области) и пос. Кневицы (Новгородской области).
- Почётный гражданин города Карабаново (20.5.2010)[4].